# Scorpaena melasma
Scorpaena melasma är en fiskart som beskrevs av Eschmeyer, 1965. Scorpaena melasma ingår i släktet Scorpaena och familjen Scorpaenidae. Inga underarter finns listade i Catalogue of Life.